# Prafulla Dahanukar
Prafulla Dahanukar, née le 1er janvier 1934 à Goa en Inde, morte le 1er mars 2014 à Bombay, est une artiste peintre indienne. Participant à la naissance de l'art indien moderne, elle aide et influence de nombreux jeunes artistes en Inde,.

## Biographie
Prafulla Dahanukar, de son nom de naissance Prafulla Joshi, naît à Goa et grandit à Bombay. Elle étudie les beaux-arts à la Sir JJ School of Art de Bombay et y obtient une médaille d'or en 1955.
Elle s'installe un studio dans la fondation du Bulabhai Desai Institute à Bombay et le partage avec VS Gaitonde. Elle rejoint l'Indian Progressives Group des artistes de 1956 à 1960. Cet Institut est alors rempli de sommités qui transforment la scène artistique et culturelle en Inde. Le gouvernement français lui a décerne une bourse pour étudier les beaux-arts à Paris en 1961.
Prafulla Dahanukar est membre du comité de la Lalit Kala Academy de New Delhi de 1974 à 1979, et présidente de la Bombay Art Society pendant 6 ans de 1993 à 1998. En février 2010, elle est encore administratrice de la Jehangir Art Gallery et membre du comité de la Kala Academy de Goa. Elle préside aussi l'Art Society of India et le Artists' Center de Mumbai.
Prafulla Dahanukar est l'un des membres fondateurs de Sangit Kala Kendra avec Shri Aditya Birla et continue à participer à son comité. Elle est membre du comité du Music Forum. Elle siège au conseil d'administration du Indian National Theatre. Elle s'implique aussi dans le soutien de l'orphelinat Bal Anandgram à Lonavala. 

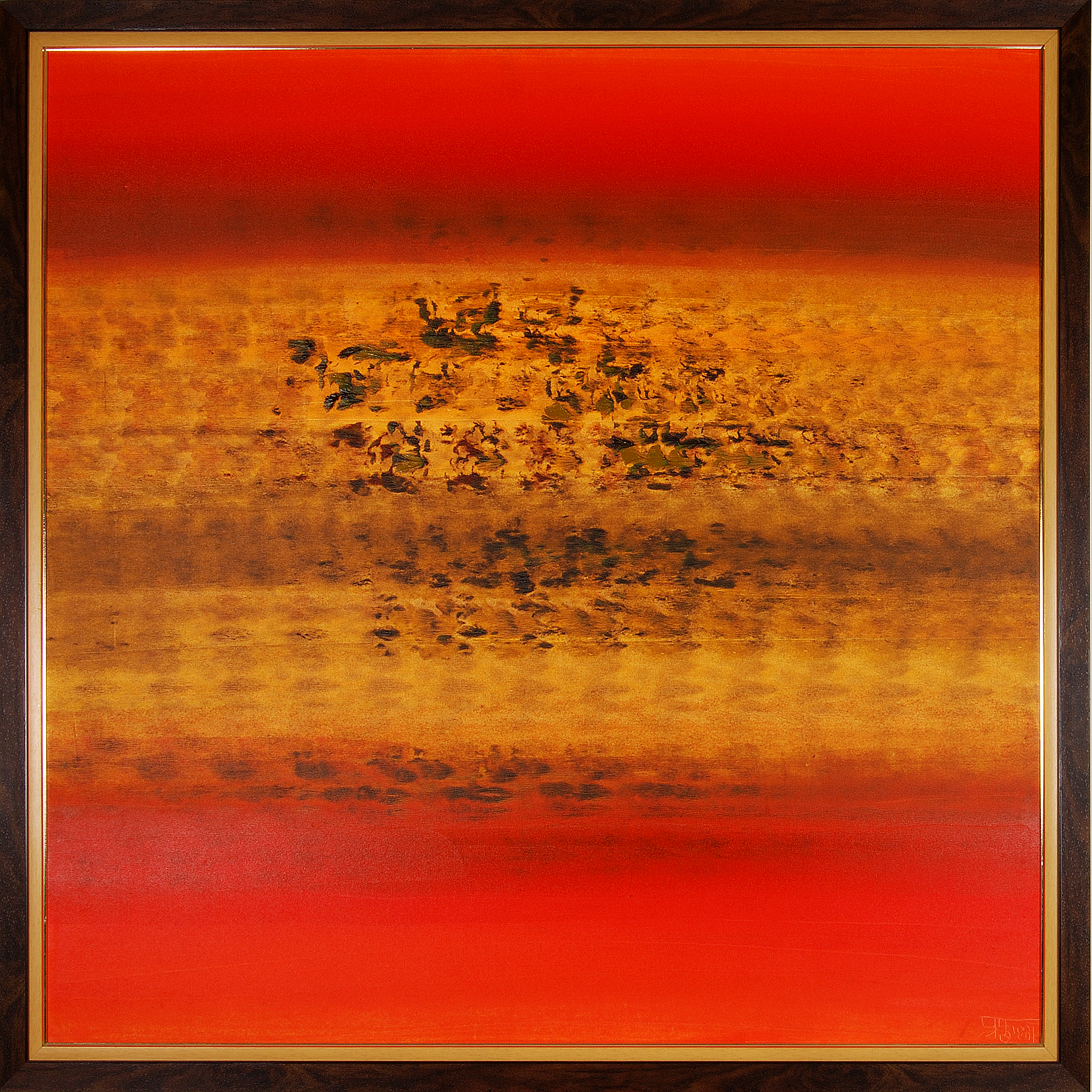
Espace éternel

Prafulla Dahanukar peint des paysages abstraits dans une couleur généralement vive et dominante, avec de nombreuses nuances. Elle appelle ses peintures Espace éternel car elle pense que l'espace est sans fin et ne peut pas être détruit.
Elle meurt à Bombay le 1er mars 2014.

## Expositions et œuvres dans les musées

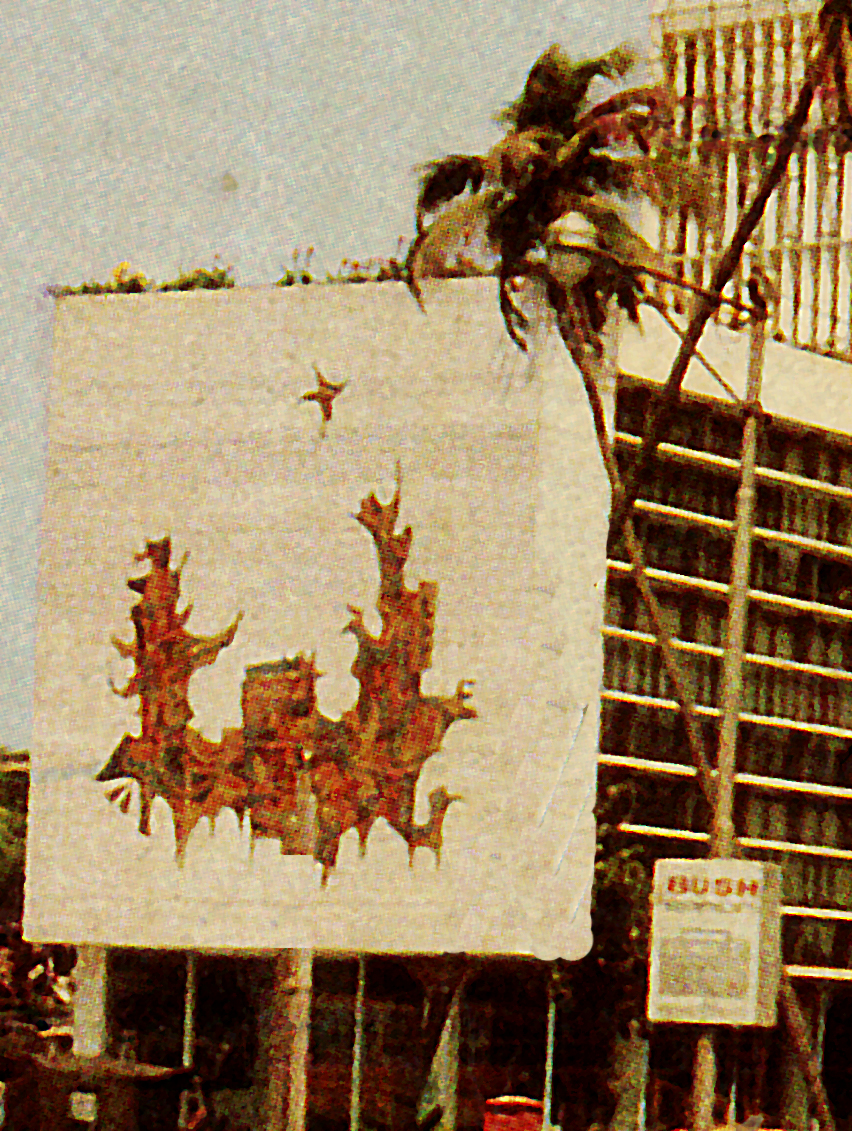
Peinture murale de Prafulla Dahanukar sur un immeuble.

Elle a régulièrement des expositions personnelles à partir de 1956. À Paris, elle tient une exposition de ses peintures en 1961 et participe ensuite à de nombreuses expositions internationales en Angleterre, Hongrie, Suisse, Allemagne, Australie, Japon, Portugal, Islande et France. Elle expose en solo trois fois à Londres, sa première exposition y étant parrainée par le Haut-commissariat de l'Inde en 1978. Citibank sponsorise son exposition en 2006 à la Ardean Gallery de Cork Street, à Londres. En Inde, elle a eu plusieurs expositions individuelles à Bombay, Delhi, Calcutta et Chennai. Barclays parraine en novembre 2008 son exposition à Dubaï qui est inaugurée par le peintre MF Husain. Au terme de cinquante ans de sa carrière de peintre, elle est honorée par la galerie d'art Jehangir qui organise une exposition rétrospective de ses peintures. 
Prafulla Dahanukar réalise aussi des peintures murales en céramique, bois et verre. Ces peintures murales ornent des bâtiments importants à Bombay, à Pilani, à Calcutta et à Mascate.
Plusieurs de ses peintures font partie des collections de la National Gallery of Modern Art et de la Lalit Kala Akademi de New Delhi. Elles figurent aussi au Central Museum de Nagpur, au Prince of Wales Museum de Bombay, et dans diverses collections institutionnelles et privées en Inde et à l'étranger.

## Fondation d'art Prafulla Dahanukar
La fondation d'art Prafulla Dahanukar (PDAF) est créée par Dilip Dahanukar, en mémoire de son épouse Prafulla Dahanukar. Le PDAF est une fondation d'art parrainée d'abord par les plus grands artistes de l'Inde ayant chacun envoyé un tableau, à la mémoire de Prafulla. Les fonds de la vente de ces tableaux ont servi de base à la création de cette fondation lançant cette organisation à but non lucratif, qui encourage les artistes.

## Récompenses
- 1955 : Médaille d'argent pour sa peinture à l'exposition annuelle de la Bombay Art Society[2].